# Szénailonca
A szénailonca (Hypsopygia costalis) a valódi lepkék közül a fényiloncafélék (Pyralidae) családjában a valódi fényiloncák (Pyralinae) alcsaládjába tartozó háztartási kártevő.

## Elterjedése, élőhelye
Közép- és Dél-Európában, valamint Nyugat-Ázsiában elterjedt faj, amely hazánkban is közönséges. Szabadföldön a hernyó avaron él, raktárba szabadulva a szénát és egyéb, szárított növényi részeket károsítja. Főleg a nedves raktárakat kedveli.

## Megjelenése
Pirosasbarna szárnyát sárga foltok és barna sávok díszítik. A szárny fesztávolsága 18−22 mm.

## Életmódja
Szabadföldön a lepke május és október között rajzik. Nyáron a hernyók több nemzedéke is kifejlődik, majd az utolsó áttelel, és tavasszal alakul bábbá.

## Külső hivatkozások
- Mészáros Zoltán – Szabóky Csaba: A magyarországi molylepkék gyakorlati albuma. Budapest: Agroinform. 2005.  arch Hozzáférés: 2018. április 6. (PDF)